# مختلطات الأجنحة
مختلطات الأجنحة (الاسم العلمي: Mixopteridae)، فصيلة من عريضات الأجنحة، وهي مجموعة منقرضة من مفصليات الأرجل المخلبية المعروفة باسم "عقارب البحر". الفصيلة هي واحدة من فصيلتين موجودتين في الفصيلة العليا سلطعوناوات الجسم Carcinosomatoidea (جنبًا إلى جنب مع سلطعونيات الجسم Carcinosomatidae)، والتي تعد بدورها واحدة من الفصائل العُليا المصنفة جزءًا من رتيبة عريضاوات الأجنحة Eurypterina.